# Ève-Mary Thaï Thi Lac
Ève-Mary Thaï Thi Lac est une femme politique québécoise d'origine vietnamienne. Elle est députée du Bloc québécois à la Chambre des communes du Canada de la circonscription de Saint-Hyacinthe—Bagot de 2007 à 2011. 
Elle est la première Canadienne d'origine vietnamienne élue à la Chambre des communes.

## Biographie
Ève-Mary Thaï Thi Lac, née à Quy Nhơn au Viêt Nam, est d'origine autochtone de la communauté Cham. Elle est adoptée par une famille québécoise.
Elle fait des études de 1er cycle en criminologie ainsi qu'en relations interethniques, puis se spécialise en droit de l'immigration et au 2e cycle en administration publique régionale.  Elle est diplômée de l'ÉNAP en administration publique (management public).  
Parallèlement à sa carrière professionnelle, de 1998 à 2005, elle est famille d'accueil pour une clientèle adolescente de personnes vivant avec de lourdes incapacités intellectuelles et mentales. Puis de 2002 à 2006, elle accueille en immersion linguistique (français) des étudiants étrangers de diverses origines. Elle milite également au Parti québécois et au Bloc québécois à partir du début des années 1990.
Ève-Mary Thaï Thi Lac est élue pour la première fois aux Communes dans la circonscription de Saint-Hyacinthe—Bagot, au Québec, lors de l'élection fédérale partielle du 17 septembre 2007 sous la bannière du Bloc québécois. Elle récolte 42 % des voix, contre 37,5 % pour Bernard Barré, du Parti conservateur.
Elle est élue dans une circonscription où le moteur économique est l'agriculture. Avoir eu comme grand-père adoptif, un agronome et habité sur une ferme furent des atouts majeurs à sa connaissance des enjeux liés au monde agricole.  Tout au long de sa carrière politique, on lui remémore sa déclaration « Je sais castrer des cochons ». À cette époque, elle est en couple avec Claude Guimond, agriculteur laitier, jadis président régional du Bas-Saint-Laurent de la fédération de l'Union des producteurs agricoles et ancien député bloquiste de Rimouski-Neigette—Témiscouata—Les Basques.
Ève-Mary Thaï Thi Lac est la première personne d'origine vietnamienne élue à la Chambre des communes du Canada. Unique parlementaire de confession bouddhiste, elle a le privilège d'être reçue en audition privée par le Dalaï-lama lors de son passage au parlement du Canada en 2007.
Avant l'élection partielle de 2007, elle exerce les fonctions de directrice principale au bureau de circonscription de son prédécesseur, Yvan Loubier à partir de 2004. 
Lors de l'élection générale de 2008, elle est réélue dans la même circonscription avec 47 % des voix, contre 21 % pour son plus proche rival, René Vincelette du Parti conservateur.
Elle milite pour l'indépendance du Québec. En janvier 2011, elle est très offensée par les propos xénophobes de la sénatrice Andrée Champagne à son égard.  
Elle est défaite par la néo-démocrate Marie-Claude Morin lors des élections de 2011.
De sa défaite jusqu'en novembre 2013, elle est l'attachée principale de Jean-François Fortin, député bloquiste de Haute-Gaspésie—La Mitis—Matane—Matapédia.  De novembre 2013 jusqu'à la défaite électorale du gouvernement du Parti québécois en avril 2014, elle est la conseillère principale du ministre délégué du Tourisme du Québec, Pascal Bérubé. Entre juillet 2014 et décembre 2016, elle exerce la fonction de directrice du développement local de la municipalité de Massueville.
Entre 2016 et fin 2018, et de janvier à décembre 2019, elle cumule les fonctions de directrice de développement local et projets structurants de la municipalité de Saint-Jude (village d'origine du drapeau du Québec) puis de la municipalité de Saint-Valérien-de-Milton et est travailleuse autonome à titre de consultante en planification stratégique et développement régional. Puis depuis 2019, elle œuvre comme cadre fédérale à titre de directrice principale et demeure consultante et formatrice agréée du ministère de l'emploi du Québec en management et administration. Grande spécialiste de stratégie de financement public, national et fédéral, elle forme principalement, des acteurs du milieu des affaires, philanthropiques, municipaux, régionaux, nationaux, fédéraux, les OBNL, d’organisations parapubliques et privées dans leur recherche de développement interne ainsi que leur demande de financement public et leur reddition de comptes. 
Elle partage désormais sa vie depuis 2014 avec l'ex-député péquiste, ancien ministre de l'environnement Daniel Breton et actuellement président-directeur général de Mobilité Électrique Canada et sommité en électrification des transports. Ils ont habité la municipalité de La Présentation devenue célèbre pour sa lutte contre les gaz de schiste. Ils sont également mariés depuis 2022 et sont maintenant installés sur le bord du fleuve.